# Dube Jillo
Dube Jillo (* 12. September 1970) ist ein ehemaliger äthiopischer Marathonläufer.
Bei den Crosslauf-Weltmeisterschaften 1989 in Stavanger wurde er im Juniorenrennen Sechster und gewann Silber mit der äthiopischen Mannschaft. Ein Jahr später kam er im Erwachsenenrennen der Crosslauf-Weltmeisterschaften in Aix-les-Bains auf den 24. Platz und holte erneut Mannschaftssilber.
1995 wurde er Dritter beim Rom-Marathon. 1996 siegte er beim Vienna City Marathon und 1997 in Rom.
1999 gewann er den Tiberias-Marathon und belegte beim Marathon den Weltmeisterschaften in Sevilla den 31. Platz. 2000 kam er in Rom auf Platz 13 und wurde Siebter beim Peking-Marathon.

## Persönliche Bestzeiten
- 10.000 m: 28:27,88 min, 14. Juni 1989, Bratislava
- Marathon: 2:12:51 h, 14. April 1996, Wien